# Felixstowe
Felixstowe è una cittadina di circa 23 000 abitanti che si affaccia sul mare del nord nel Suffolk, nel Regno Unito. Pur essendo una città di modeste dimensioni è uno dei porti commerciali più grandi del paese. Felixstowe è separata dalla città di Harwich dall'estuario del fiume Orwell e dal fiume Stour.

## Storia
Probabilmente è un villaggio di origine romana. Divenne un punto di forza del tessuto difensivo inglese fino ad assumere già a fine XIX secolo una notevole importanza commerciale. Nel periodo tardo vittoriano divenne una località turistica alla moda, almeno fino allo scoppio della seconda guerra mondiale. Nel 1953 un'inondazione provocò ben 38 morti.